# Karl Schirdewan
Pour les articles homonymes, voir Schirdewan.
Karl Schirdewan, né le 14 mai 1907 à Stettin et mort le 14 juillet 1998 à Potsdam, est un homme politique est-allemand. Il était un membre important du Comité central du Parti socialiste unifié d'Allemagne. Après la mort de Staline en 1953, il se prononce en faveur d'une critique de l'ère stalinienne et s'éloigne de la ligne officielle du parti, ce qui entraîne sa mise à l'écart des instances dirigeantes en 1958.

## Biographie

### Jeunesse
Son père biologique est inconnu ; sa mère, Joséphine Aretz, le laisse à la famille d'accueil Schirdewan à Breslau. Il est diplômé du collège en 1923, mais ne peut apprendre le métier de ses rêves, libraire. Il fait d'abord un apprentissage dans un magasin de céréales et travaille ensuite comme garçon de courses, assistant de bureau et employé de transport.

### République de Weimar et national-socialisme
Il rejoint la Ligue des jeunes communistes d'Allemagne en 1923 et le Parti communiste d'Allemagne en 1925. À la fin des années 1920, il est membre du Comité central (ZK) de l'Association de la jeunesse communiste d'Allemagne et son président de district en Silésie. En 1931, alors qu'il dirige la maison d'édition Junge Garde, il occupe pour la première fois un poste à plein temps au sein de l'organisation du parti.
Après la prise du pouvoir par les nazis en 1933, il entre en clandestinité. En 1934, il est arrêté et condamné à trois ans de prison pour « préparation à la haute trahison ». Après avoir purgé sa peine, il est incarcéré en camp de concentration (camp de concentration de Sachsenhausen et camp de concentration de Flossenbürg) et n'est libéré qu'à la fin de la guerre en 1945.

### Après-guerre

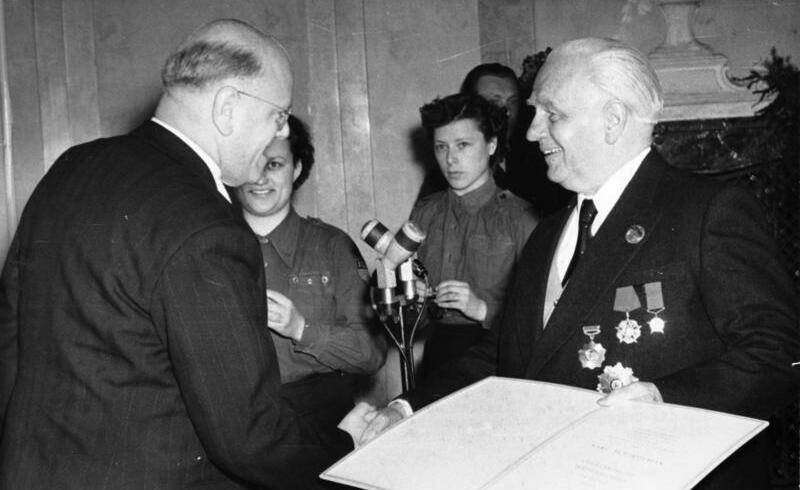
Karl Schirdewan (à gauche) reçoit l'ordre patriotique du Mérite en or en 1955

Après la guerre, Schirdewan travaille brièvement pour le KPD en Bavière, mais déménage au siège du parti à Berlin. En 1945, il est promu au Comité central du  KPD dans la zone d'occupation soviétique, et après l'unification forcée du KPD et du SPD pour former le SED, il travaille au comité exécutif et au Comité central. En 1947, il est chef d'un groupe de travail sur « l'étude de l'histoire illégale du parti », en 1949 chef adjoint de la Commission Ouest à l'exécutif du parti SED et en 1950 chef du département Ouest nouvellement formé au Comité central. En 1952, il est premier secrétaire de la direction du SED en Saxe, puis premier secrétaire de la direction du district à Leipzig. En 1953, il est membre du Politburo. Au Comité central, il exerce diverses fonctions , telles que secrétaire du département des organes directeurs et des cadres (1953-1958) et membre de la commission de sécurité (1954-1957). Les années 1950 sont le point culminant de sa carrière politique et il est alors considéré comme le deuxième homme après Walter Ulbricht. Le 6 mai 1955, il reçoit l'ordre patriotique du Mérite en or.

### Chute
Malgré sa position élevée dans l'organigramme de la RDA, Schirdewan critique Ulbricht, qu'il déteste purement et simplement selon ses contemporains. Selon lui, on n'a pas tiré les leçons du soulèvement du 17 juin 1953. Après la mort de Staline en 1953 et le début de la déstalinisation, Schirdewan espère un examen critique de l'ère stalinienne en RDA, examen auquel Ulbricht fait barrage. De plus, il est partisan d'une Allemagne unie, une option qu'il ne parvient pas à faire valoir au sein du SED. On l'accuse de juger la question allemande de façon partiale, de ne pas suivre suffisamment la ligne du parti et de minimiser le soulèvement populaire hongrois de 1956.
Avec son collègue Ernst Wollweber, il est évincé après la 35e Réunion du Comité central du SED en février 1958. Erich Honecker y prononce alors un discours d'accusation : Schirdewan est exclu du Politburo et du Comité central du SED pour « activité de faction » et muté. De 1958 à 1965, il est chef de l'Administration des archives de l'État (StAV).

### Après 1989
Après l'effondrement de la RDA, il est réhabilité par le PDS en 1990 et accepté dans le conseil des anciens du parti.
Il était marié à Gisela Schirdewan (née en 1922) et avait quatre enfants. Sa fille Rosemarie Heise-Schirdewan était députée de la Chambre du peuple pour le PDS en 1990. L'homme politique de Die Linke et député européen Martin Schirdewan est son petit-fils.

## Ouvrages
- Aufstand gegen Ulbricht. Aufbau Taschenbuch Verlag, Berlin 1994  (ISBN 3-7466-8008-5).
- Ein Jahrhundert Leben. Erinnerungen und Visionen. Edition Ost, Berlin 1998, 334 S.  (ISBN 3-929161-34-6)